# 핼러윈 파티
《핼러윈 파티》(Hallowe'en Party)는 1969년 영국에서 출판된 애거서 크리스티의 추리 소설이다. 벨기에 출신의 명탐정 에르퀼 푸아로와 추리 소설 작가인 아리아드네 올리버가 주인공으로 등장한다. 참고로 크리스티는 영국의 유머 소설가인 P. G. Wodehouse에게 이 작품을 헌정했다.

## 줄거리
아리아드네 올리버가 참석한 어느 핼로윈 파티에서, 조이스라는 13살 소녀가 자신이 예전에 살인을 목격했다는 이야기를 한다. 조이스는 당시에는 자신이 너무 어려서 그것이 살인인 지 몰랐으나 지금에 와서야 살인이었음을 깨달았다고 주장하지만, 평소 조이스가 사람들의 관심을 얻기 위해 거짓말을 하는 등의 행동을 자주 했기 때문에 그 자리에 있던 사람들 중 누구도 진지하게 조이스의 이야기를 믿지 않는다. 그러나 파티가 끝나갈 무렵 조이스는 양동이에 머리가 처박혀서 익사한 채로 발견된다. 충격을 받은 올리버는 에르퀼 푸아로에게 이 사건을 해결해 달라며 도움을 요청한다. 푸아로는 조이스가 목격했다는 사건일 가능성이 있는 최근 몇 년 간의 미해결 살인이나 실종 사건들을 수사하며 진상에 다가선다.